# 호그와트 졸업생 목록
다음은 호그와트의 기숙사별 졸업생 목록이다.

## 그리핀도르
Gryffindor의 Gryffin은 Griffin(그리핀, 사자 몸통에 독수리의 머리와 날개를 지닌 신화적 존재)에서 따왔다. 상징 동물은 사자이며, 상징색은 금색과 빨간색이다. 기숙사를 배정해주는 마법의 모자는 “정말 용감한 사람들이 모이는 곳이죠, 용기와 대담성 그리고 기사도 정신은 그리핀도르의 특징이죠.”라고 그리핀도르 기숙사를 설명한다. 기숙사의 사감은 맥고나걸 교수(현재는 호그와트 교장)이다. 해리 포터가 생활한 기숙사이다.

### 해리 제임스 포터(Harry James Potter)
1980년 7월 31일에 제임스 포터와 릴리 포터의 아들로 태어났다. 이마에 번개 모양의 흉터가 있고, 음유시인 비들 이야기에 나오는 죽음의 성물과 관련된 형제들 중 셋째(이그노투스 피브렐)의 후손이어서 집안 대대로 투명 망토를 물려받았다. 론 위즐리, 헤르미온느 그레인저와 절친이며 말수가 적고 조숙하다. 덤블도어의 군대를 만들었으며 불사조 기사단원이다. 론 위즐리의 여동생인 지니 위즐리와 결혼하여 아들 제임스 시리우스 포터, 알버스 세베루스 포터와 딸 릴리 루나 포터의 아버지가 됐다. 호그와트 비밀 지도를 가지고 있고, 마법 지팡이는 서양호랑가시나무에 불사조 깃털으로 만들어졌다.
한 때 래번클로 학생인 초 챙과 사귀었었지만 헤어졌다.

### 로널드 빌리우스 위즐리(Ronald Billius Weasley)
큰 키와 코를 가졌으며 주근깨가 있다. 해리 포터는 기차 안에서 헤르미온느 그레인저는 기차 안에서 마법을 부리려고 하는 순간에 처음 만났다. 호크룩스 중 하나를 고드릭의 검을 이용하여 파괴하였다. 헤르미온느 그레인저와 결혼하여(4권 불의 잔에서 헤르미온느와 연회에 참석한 다른 남학생을 질투하기도 했다) 딸 로즈 그레인저 위즐리(Rose Granger Weasley)와 아들 휴고 그레인저 위즐리(Hugo Granger Weasley)를 낳았다. 오러였으나 은퇴후 쌍둥이 형제 중 한 명인 '조지'와 함께 신기한 장난감 가게를 운영한다.

### 헤르미온느 진 그레인저(Hermione Jean[1]Granger)
1979년 9월 19일에 태어났다. 한국에선 헤르미온느라고 소개됐지만 표준 발음은 허마이오니이다. 치과 의사인 머글 부모에게서 태어난 머글 태생이다.  론 위즐리(Ronald Billius Weasley)의 아내이자 해리 포터의 단짝 친구이다. 덤블도어의 군대(Dumbledore's Army)의 일원이었고 론 위즐리와 해리 포터가 많이 의지한다. 꼼꼼하고, 똑똑하며, 깐깐하다. 가끔씩 상대방의 기분을 생각하지 않고 자신이 옳다고 생각하는 것을 말하곤 한다. 호그와트에 입학하기 전부터 마법을 공부하여 마법에 대한 지식이 굉장히 풍부하다. 1991년에 호그와트에 입학했다.

### 네빌 롱보텀(Neville Longbottom)
1980년 7월 30일에 프랭크 롱보텀과 앨리스 롱보텀의 아들로 태어났으며, 순수 혈통이다. ‘덤블도어의 군대’의 일원이었으며 시빌 트릴로니의 예언에 부합하는 2명 중 한 명이다. 부모님은 벨라트릭스 레스트레인지, 로돌푸스 레스트레인지, 라바스탄 레스트레인지, 바티미어스 크라우치 주니어가 건 크루시아투스 저주로 인해 결국 미쳐버려 정신병동에 입원하여, 네빌은 할머니의 손에서 키워졌다. 약초학에 뛰어난 소질이 있어 훗날 호그와트의 약초학 교수가 되었으며 해너 애벗과 결혼했다.

### 지네브라 몰리 위즐리(Ginevra Molly Weasley)
이름은 어머니 'Molly Ginevra Weasley'의 이름을 따온 것이다. 1981년 8월 11일 위즐리 가문의 막내딸로 태어났다. 1992년 9월 1일 호그와트에 입학했다. 1997년 호그와트에서 죽음을 먹는 자에게 대항하기 위해 덤블도어의 군대,  불사조 기사단으로 활동하였다. 1998년 호그와트 전투에서는 덤블도어의 군대와 함께 볼드모트와 그의 추종자인 죽음을 먹는 자들과 전투를 하여 승리하였다. 그 뒤 해리 제임스 포터와 결혼하였다.

### 루베우스 해그리드(Rubeus Hagrid)
억울하게 누명을 써서 어둠의 생물을 풀어준 혐의로 인해 퇴학당했으나, 호그와트의 사냥터지기가 되었다. 거인 혼혈이며 해리의 스승이자 친구이다. 해리의 11번째 생일 때 해리를 호그와트에 데려왔다. 거인 혼혈이어서 보통 저주는 통하지 않는다. 신비한 동물을 엄청 좋아한다.

### 데니스 크리비(Dennis Creevey)
콜린 크리비의 동생이며, 1994년에 호그와트에 입학했다. 콜린과 마찬가지로 해리 포터의 열렬한 지지자이다. 형과 마찬가지로 머글 태생 마법사인데 형제가 똑같이 마법 능력을 타고난 경우는 흔치 않다고 한다. 형인 콜린은 호그와트 전투 때 몰래 호그와트로 들어왔다가 그만 사망하고 만다.

### 딘 토마스(Dean Thomas)
머글 태생이며 흑인이다. 1991년에 호그와트에 입학했으며, 시무스 피니간과 절친이다. 그리핀도르 퀴디치 팀의 추격꾼이었고, 5학년 때 덤블도어의 군대의 일원이 되었다. 6학년 때 지니 위즐리와 사귀었다. 머글 태생 탄압이 시작되자 죽음을 먹는 자들에게 잡히지만 도비의 도움으로 탈출했다.

### 라벤더 브라운(Lavender Brown)
1991년에 호그와트에 입학했다. 파르바티 파틸과 절친으로 점술 과목 교수인 시빌 트릴로니를 존경했다. 6학년 때 론 위즐리와 사귀었고, 1998년 호그와트 전투 때 늑대인간 펜리르 그레이백에게 공격을 당해 사망했다.

### 리 조던(Lee Jordan)
1989년에 호그와트에 입학했고, 재학 시절에 덤블도어의 군대의 일원이었다. 프레드 위즐리와 조지 위즐리의 절친이다. 흑인이며, 머리를 여러 가닥으로 땋아서 늘어뜨리고 다닌다. 퀴디치 시합을 중계하고, 프레드 위즐리와 조지 위즐리의 장난감 개발을 도와줬다.

### 리머스 존 루핀(Remus John Lupin)
혼혈이며, 키가 크고 말랐다. 재학 시절에 반장이었으며, 불사조 기사단원이다. 별명은 무니(moony)이고 패트로누스는 늑대이다. 늑대인간 펜리 그레이백에게 물린 후 늑대인간이 되었다. 1994년에 호그와트 어둠의 마법 방어술 교수로 취임하였으나, 늑대인간인 것을 들켜 퇴임하였다. 님파도라 통스와 결혼하여 아들 테디 리머스 루핀의 아버지가 됐다. 테디 리머스 루핀의 대부는 해리 포터이다.

### 릴리 에번스{포터}(Lily Potter)
이름인 Lily는 백합이라는 뜻으로, 결혼하기 전의 성은 에번스(Evans)이다. 머글 태생이고, 제임스 포터의 아내이자 해리 포터의 어머니이며 피튜니아 더즐리의 동생이다. 재학 시절에 학생 회장이었고, 불사조 기사단원이었다.

### 몰리 위즐리(Molly Ginevra Weasley)
순수 혈통이며, 결혼하기 전의 성은 프루잇(Prewett)이다. 아서 위즐리의 아내이자 빌, 찰리, 퍼시, 조지, 프레드, 론, 지니의 어머니이다. 통통한 체구를 가졌으며 장난에 대해서는 지극히 엄격하고 무섭지만 평소에는 자상하다. 해리 포터를 아들만큼이나 소중하게 여기며 챙긴다. 호그와트 전투에서 벨라트릭스 레스트래인지을 죽였다.

### 빌 위즐리(William Arthur Weasley)
재학 시절에 반장이자 학생 회장이었다. 불사조 기사단원이며, 가족들 중 키가 가장 크다. 꽁지 머리를 길게 기르고 다녀서 엄마인 몰리 위즐리와 자주 다툰다. 그린고트 이집트 지사에서 고블린들과 일하며, 1997년에 늑대인간인 펜리 그레이백에게 습격을 받았다. 플뢰르 델라쿠르와 결혼하여 딸 빅투아르 위즐리, 도미니크 위즐리, 아들 루이스 위즐리의 아버지가 되었다.

### 시리우스 블랙(Sirius Black)
불사조 기사단원이며, 별명은 패드풋(Padfoot)이다. 블랙 가문 중 유일하게 그리핀도르 기숙사에 배정되었고, 순수 혈통이다. 호그와트 교장이었던 피니어스 나이젤러스 블랙의 후손이며, 해리 포터의 대부(代父)이다. 리무스 루핀, 제임스 포터와 절친이고, 피터 페티그루가 배신하기 전까진 그와도 절친이었다. 학생 시절 그들과 함께 호그와트 비밀 지도를 만들었고, 리무스 루핀이 펜리르 그레이백에게 물린 후 늑대인간으로 변할 때마다 제임스 포터, 피터 페티그루와 함께 애니마구스로 변하여 비명을 지르는 오두막집에서 같이 막았다. 항상 자신의 동생인 레귤러스 블랙과 비교당했고, 마법부에서의 전투에서 벨라트릭스 레스트레인지에게 공격을 받고 삶과 죽음의 경계인 베일로 싸인 아치문 너머로 들어가 사망했다.

### 아서 위즐리(Arthur Weasley)
순수 혈통이며, 빨간 머리카락을 가졌다. 키가 크고 마른 체구이며 머글 세계에 관심이 많다. 혼혈, 스큅, 머글 태생, 머글과 순수 혈통과의 화합을 위해 노력해와서 순수 혈통 찬양자들에게 '동족의 배신자'라고 불리며 무시 당한다. 몰리 위즐리의 남편이자 위즐리 남매들의 아버지이다. 마법부의 머글 문화유물 오·남용 관리과 책임자로 근무하다가 가짜 방어 주문과 부적 수사 및 압수국 책임자로 승진했다. 불사조 기사단원이며 패트로누스는 족제비이다.

### 앤젤리나 존슨(Angelina Johnson)
1989년에 호그와트에 입학했으며, 그리핀도르 퀴디치 팀의 추격꾼이자 7학년 때 주장이었다. 조지 위즐리와 결혼하여 아들 프레드 위즐리(Fred Weasley)와 딸 록산 위즐리를 두었다.

### 엘리샤 스피넷(Alicia Spinnet)
1989년에 호그와트에 입학했고, 그리핀도르 퀴디치 팀의 추격꾼이었다.

### 올리버 우드(Oliver Wood)
1987년에 호그와트에 입학했다. 그리핀도르 퀴디치 팀의 파수꾼이었으며 5학년 때부터 7학년 때까지 주장이었다. 졸업 후에 푸들미어 유나이티드 퀴디치 팀에서 활동한다. 5학년 때 당시 1학년이던 수색꾼 해리 포터에게 퀴디치에 대해 상세히 설명해 주었으며, 1994년 국제 퀴디치 월드컵 결승전 전날에 당시 4학년인 해리 포터를 만나 퀴디치 선수가 되어 푸들미어 유나이티드의 후보 선수가 되었음을 알렸다. 호그와트 전투에도 참전했다.

### 유안 애버크롬비(Euan Abercrombie)
1995년에 호그와트에 입학했으며 귀가 유난히 크다.

### 제임스 포터(James Potter)
순수 혈통이며 음유시인 비들 이야기에 나오는 죽음의 성물과 관련된 형제들 중 셋째인 이그노투스 피브렐의 후손이어서 집안 대대로 투명 망토를 물려받았다. 릴리 포터의 남편이자 해리 포터의 아버지이다. 리머스 루핀, 시리우스 블랙과 절친이고, 피터 페티그루가 배신하기 전까진 그와도 절친이었다. 불사조 기사단원이며 변신술에 좋은 11인치 마호가니 나무 지팡이를 사용했다. 별명은 프롱스(Prongs)이고 애니마구스와 패트로누스는 수사슴이다. 재학 당시 그리핀도르 퀴디치 팀에서 추격꾼(영화판에서는 수색꾼) 포지션을 맡았으며, 슬리데린 기숙사 학생이었던 세베루스 스네이프를 곧잘 괴롭혔다. 학생 시절 절친들과 함께 호그와트 비밀 지도를 만들었다. 절친 중 리머스 루핀이 펜리르 그레이백에게 물린 후 보름달이 떠 늑대인간이 될 때마다 절친들과 함께 애니마구스로 변하여 비명을 지르는 오두막집에서 함께 놀았다. 1981년 10월 31일, 아내 릴리 포터와 아들 해리를 지키려다 볼드모트에 의해 사망했다.

### 조지 위즐리(George Weasley)
순수 혈통이며, 엉뚱하고 장난스러운 마법을 좋아하는 붉은 머리카락의 마법사이다. 앤젤리나 존슨과 결혼해 아들 프레드 위즐리와 딸 록산 위즐리의 아버지가 됐다. 아서 위즐리와 몰리 위즐리의 아들이며, 덤블도어 군대의 일원이자 불사조 기사단원이었다. 1989년에 호그와트에 입학했고, 학교를 그만둘 때까지 그리핀도르 퀴디치 팀의 몰이꾼이었다. 3학년이던 해리 포터에게 호그와트 비밀 지도를 줬다. 7학년 때 덤블도어의 군대의 일원이 되어 패트로누스 마법 등을 연습했고 당시 어둠의 마법 방어술 교수였던 덜로리스 엄브리지에 반발하여 학교를 그만두고 Weasleys' Wizard Wheezes라는 장난감 가게를 창업했다. 18살 때 스네이프의 섹튬셈프라 저주에 맞아서 한쪽 귀가 손상되었다. 19살 때 호그와트 전투에서 프레드 위즐리가 죽은 후로 다시는 패트로누스를 불러낼 수 없었다.

### 찰리 위즐리(Charlie Weasley)
아서 위즐리(Arthur Weasley)와 몰리 위즐리(Molly Weasley)의 아들이며 빌(Bill)의 동생이며, 퍼시(Percy), 조지(George), 프레드(Fred), 론(Ron)의 형이자 지니(Ginny)의 오빠이다. 불사조 기사단원이다. 호그와트 재학 중에 그리핀도르 퀴디치 팀 주장이었으며, 졸업 후부터 루마니아에서 용을 연구해왔다.

### 케이티 벨(Katie Bell)
1990년에 호그와트에 입학했다. 그리핀도르 퀴디치 팀의 선수 중 추격꾼이었다. 6학년 때 당시 5학년이던 론 위즐리(Ron Weasley)가 9월 5일 금요일에 그리핀도르 퀴디치 팀의 파수꾼이 되자, 1993년까지 그리핀도르 퀴디치 팀의 파수꾼이자 주장이었던 올리버 우드(Oliver Wood)의 선수복의 이름을 떼내어 론 위즐리에게 줬다.

### 코맥 매클래건(Cormac McLaggen)
1991년에 호그와트에 입학했다. 시키기를 좋아한다. 우락부락하게 생겼다. 6학년 때 론 대신 그리핀도르 퀴디치 팀의 선수 중 파수꾼을 하다 해리의 두개골을 부러뜨렸다. 헤르미온느 그레인저(Hermione Granger)를 좋아했다. 헤르미온느 그레인저가 코맥 맥클라건을 트롤보다 멍청하다고 묘사한 바 있다.

### 콜린 크리비(Colin Creevey)
데니스 크리비(Dennis Creevey)의 형이다. 해리 포터(Harry Potter)의 열성 팬이다. 1992년에 호그와트에 입학했다. 1학년 때 카메라 렌즈를 통해 바실리스크의 눈을 보아 카메라의 필름은 녹아내리고 자신은 몸이 굳어 약초인 맨드레이크로 치료되기 전까지 병동에 있었다. 1998년 호그와트 전투에서 미성년자였지만 용감히 싸우다 사망하였다.

### 파르바티 파틸(Parvati Patil)
쌍둥이인 파드마 패틸(Padma Patil)의 언니이자 라벤더 브라운(Lavender Brown)의 단짝이다. 점술 과목 교수인 사이빌 트릴로니 교수를 존경했다. 1991년에 호그와트에 입학했다. 4학년 때 1994년부터 1995년까지 호그와트에서 열린 트리위저드 시합의 크리스마스 무도회에서 해리 포터(Harry Potter)의 파트너였다.

### 퍼시 위즐리(Percy Ignatius[11]Weasley)
오드리(Audry)의 남편이자 아서 위즐리(Arthur Weasley)와 몰리 위즐리(Molly Weasley)의 아들이며 빌(Bill), 찰리(Charlie)의 동생이며, 조지(George), 프레드(Fred), 론(Ron)의 형이자 지니(Ginny)의 오빠이다. 또한 시리우스 블랙(Sirius Black), 레귤러스 블랙(Regulus Black), 벨라트릭스 레스트랭(Bellatrix Lestrange), 안드로메다 통스(Andromeda Tonks), 나시사 말포이(Narcissa Malfoy)의 팔촌이며 님파도라 통스(Nimphadora Tonks), 드레이코 말포이(Draco Malfoy)의 구촌이고 테드 루핀(Ted Lupin), 스콜피어스 말포이(Scorpius Malfoy)의 십촌이다. 1994년부터 마법부의 국제 마법 협력부에서 근무하다가 1995에 마법부장관 부보좌관(Junior Assistant)이 되었다. 그런데 그걸 가족에게 말했다가 아서 위즐리와 싸워서 가족과 멀어졌다. 호그와트 전투 때 돌아온다.

### 프레드 위즐리(Fred Weasley)
아서 위즐리(Arthur Weasley)와 몰리 위즐리(Molly Weasley)의 아들이며 빌(Bill), 찰리(Charlie), 퍼시(Percy)의 동생이고 조지(George)와 쌍둥이이며 론(Ron)의 형이면서 지니(Ginny)의 오빠이다. 또한 시리우스 블랙(Sirius Black), 레귤러스 블랙(Regulus Black), 벨라트릭스 레스트랭(Bellatrix Lestrange), 안드로메다 통스(Andromeda Tonks), 나시사 말포이(Narcissa Malfoy)의 팔촌이며 님파도라 통스(Nimphadora Tonks), 드레이코 말포이(Draco Malfoy)의 구촌이고 테드 루핀(Ted Lupin), 스콜피어스 말포이(Scorpius Malfoy)의 십촌이다.
덤블도어 군대의 일원이었고 불사조 기사단원이다. 쌍둥이인 조지 위즐리와 함께 남자 형제들 중 키가 가장 크다. 엉뚱하고 장난스러운 마법을 좋아했다. 1989년에 호그와트에 입학했다. 학교를 그만둘 때까지 그리핀도르 퀴디치 팀의 몰이꾼이었다. 위즐리 형제의 장난감 가게를 창업했다. 19살인 1998년에 호그와트 전투 중 벽에 가까이 있다가 벽이 폭발하는 바람에 사망했다.

### 피터 페티그루(Peter Pettigrew)
리머스 루핀(Remus Lupin), 시리우스 블랙(Sirius Black), 제임스 포터(James Potter)와 절친이었다. 불사조 기사단원이었다. 학생 시절 절친 3명과 함께 호그와트 비밀 지도를 만들었다. 절친 중 한명이었던 리머스 루핀(Remus Lupin)이 펜리 그레이백(Fenrir Greyback)에게 물린 후 보름달이 들 때마다 늑대인간으로 변하여 절친 시리우스 블랙(Sirius Black), 제임스 포터(James Potter)와 함께 애니마구스로 변하여 비명을 지르는 오두막집에서 같이 놀았다. 제임스 포터가 해리 포터의 아버지가 되고 나서 볼드모트의 밑으로 들어갔고, 시리우스 블랙에게 포터 부부의 비밀파수꾼 자리를 넘기라 하여 비밀 파수꾼이 되어 볼드모트에게 포터 부부의 비밀을 전부 누설하여 포터 부부가 죽일 빌미를 제공했다. 1981년 10월 31일에 볼드모트가 몰락하고 나서 자신의 애니마구스인 쥐로 변하여 애완 쥐처럼 행세하고 다녔고, 이후 스캐버스(Scabbers)라는 이름으로 12년 동안 위즐리 가족의 살찐 회색 애완 쥐가 되었다. 그러나 1993년 시리우스 블랙과 리머스 루핀에 의해서 정체가 드러나고 아즈카반에 수감될 위기를 겪었지만 방심한 순간 도주하고 말았다. 1994년 자신의 오른팔을 잘라 볼드모트의 육체를 제공하고 볼드모트가 새로운 은색 오른팔을 만들어 주었다. 1998년 말포이 저택에서 해리 포터를 죽이려 하지만 해리 포터에게 조그마한 양심에 가책을 느껴 자신의 손을 풀어 은색 오른팔에 의해 질식사하게 된다.

## 래번클로
로웨나 래번클로에 의해 설립되었다. 래번클로는 지능, 창의력, 학구열, 재치 그리고 지혜를 중요시한다. 기숙사의 마스코트는 독수리이고, 상징색은 파랑색과 청동색이다. (영화에서는 파란색과 회색이다.) 기숙사의 사감은 필리우스 플리트윅 교수이다. 기숙사의 유령은 회색 숙녀이고, 래번클로의 상징 요소는 공기이다.

### 루나 러브굿(Luna Lovegood)
잡지 <이러쿵 저러쿵>(THE QUINBLER)의 편집장인 제노필리우스 러브굿의 딸이다. 9살 때 어머니가 마법약 제조 중 폭발로 죽은 것을 목격하여 죽음을 본 사람만이 볼 수 있는 생물인 세스트랄(Thestral)을 볼 수 있다. 덤블도어의 군대의 일원이었다. 마구 헝클어진 짙은 금발을 허리까지 길렀다. 눈썹은 아주 희미하며 두 눈은 불룩 튀어나와서 정신 나간 사람 같은 인상을 풍긴다. 새로운 생물의 이름을 말하고 다니다가 헤르미온느 그레인저(Hermione Granger)에게 면박을 당하곤 했다. 1992년에 호그와트에 입학했다. 4학년 때 덤블도어의 군대의 일원이 되어 패트로누스 마법 등을 연습하고 친구들과 같이 마법부의 미스터리 부서에서 활약했다. 6학년 때 론 위즐리(Ron Weasley), 해리 포터(Harry Potter), 헤르미온느 그레인저가 호크룩스를 찾아 없애기 위해 학교를 중퇴하자 네빌 롱바텀(Neville Longbottom), 지니 위즐리(Ginny Weasley)와 함께 덤블도어의 군대를 이끌었으며 아버지 제노필리우스 러브굿이 해리 포터를 지지해서 죽음을 먹는 자들에게 인질로 납치되었다가 집요정 도비의 도움으로 탈출했다. 별명은 미치광이라는 뜻의 루우니(Loony)다. 패트로누스는 토끼이고 마법 동물학자가 되어 자신이 학생시절에 말하고 다니곤 했던 수많은, 새로운 종류의 생물들을 많이 발견하여 유명해졌다. 하지만 굽은뿔 스노캑만은 발견하지 못하고, 자신의 아버지가 지어냈다는 사실을 인정했다. 자연주의자이자 뉴트 스캐맨더의 손자인 롤프 스캐맨더와 결혼하여 쌍둥이 아들 로레안 스캐맨더(Lorean Scamander)와 라이산더 스캐맨더(Lysander Scamander)의 어머니이다.

### 리사 터핀(Lisa Turpin)
1991년에 호그와트에 입학했다.

### 마이클 코너
1995년에 지니 위즐리의 남자친구였다가 나중엔 초 챙의 남자친구가 됐다. 호그와트의 전투에 참여했다.

### 맨디 브로클허스트(Mandy Brocklehurst)
1991년에 호그와트에 입학했다.

### 스튜어트 애컬리(Stewart Ackerley)
1994년에 호그와트에 입학했다.

### 로저 데이비드(Loger David)
1989년에 호그와트에 입학했다. 래번클로 퀴디치 팀의 주장이었다. 1994년에 크리스마스 무도회에서 플뢰르 델라쿠르의 파트너였다.

### 초 챙(Cho Chang)
이름의 'cho'는 일본어로 나비라는 뜻이지만 중국계이다. 1990년도에 호그와트에 입학했다. 트라이위저드(  '트리위저드' 가 보편화되었지만 표준발음은 '트라이위저드'이다) 출전자인 세드릭디고리와 사귀었다.(이로- 무도회파트너가 되기도해 해리의 질투( 영화상 감정선은 생략되었으나 소설상 묘사가 그렇다. ) 를 산다. ) 해리포터와는 4학년 퀴디치시합때 처음만났다. 세드릭이 '불의잔' 편에서 '아바다 케다브라' 를 맞고 사망한후에 해리포터와 교제한다. 래번클로 퀴디치팀의 주장이었으며 후에 덤블도어군대의 일원이된다. 
해리포터 최초의 동아시아계 캐릭터이다. '지니' '파르마, 파르바티 자매'와 더불어 굉장한 미소녀로 언급된다. 잘못된 밀당(죽은 세드릭을 해리의 애정목적으로 언급하는-헤르미온느를 시기하는등의) 행위들 때문에 해리포터와 결별을 맞는다.

### 매리에타 에지콤(Marietta Edgecombe)
1990년에 호그와트에 입학했으며 초 챙의 친구다. 해리 포터를 별로 마음에 들어하지 않는다. 1995년에 초 챙의 권유로 마지못해 덤블도어의 군대의 일원이 되었으나, 그 당시 어둠의 마법 방어술 교수였던 엄브리지에게 비밀을 누설해 얼굴이 곰보가 되고 덤블도어의 군대 모임이 해산되는 발판을 마련한다.

### 테리 부트(Terry Boot)
1991년에 호그와트에 입학했다. 론 위즐리(Ron Weasley), 해리 포터(Harry Potter), 헤르미온느 그레인저(Hermione Granger)가 그린고트에 침입한 사실을 떠들어 대다가 알렉토 캐로에게 얻어맞는다.

### 파드마 패틸(Padma Patil)
파르바티 파틸(Parvati Patil)과 쌍둥이 자매로, 쌍둥이 중 동생이다. 1991년에 호그와트에 입학했다. 4학년 때 열린 트리위저드 시합의 크리스마스 무도회 때 론 위즐리(Ron Weasley)와 파트너였다. 5학년 때 반장이 됐다.

### 페넬러피 클리어워터(Penelope Clearwater)
한국에선 페넬로프라고 소개됐지만 표준 발음은 페넬로피이며, 원앙 또는 오리라는 뜻이다. 1988년에 호그와트에 입학했다. 5학년 때 당시 그리핀도르의 반장인 6학년 퍼시 위즐리와 사귀었고 래번클로의 반장이었으며, 비밀의 방이 열린 후 거울에 반사된 바실리스크의 눈을 보고 습격을 당했었다. 1998년에 인간 사냥꾼에게 잡힌 헤르미온느 그레인저가 자신이 머글 태생이라는 것을 숨기기 위해 페넬러피 클리어워터의 이름을 사용했었다.

## 슬리데린
상징 동물은 뱀이고 상징 색은 초록색과 은색이다. 기숙사를 배정해주는 마법의 모자는 '슬리데린에서는 진정한 친구를 만나게 될 거예요. 그곳의 재간꾼들은 목적 달성을 위해 수단과 방법을 가리지 않아요.'라고 슬리데린 기숙사를 설명한다. 기숙사의 사감은 세베루스 스네이프이다.

### 톰 마볼로 리들(Tom Marvolo Riddle)
세계적으로 악명 높고 잔인무도한 살인자였다. '그 사람(You-Know-Who)', '이름을 말해서는 안 될 그 사람(He-Who-Must-Not-Be-Named)' 등으로 불렸으며, 이름을 볼드모트로 바꾸기 전엔 이름이 톰 마볼로 리들(Tom Marvolo Riddle)이었다. 이것을 재배열하면 'I am Lord Voldemort'(나는 볼드모트 경이다.)가 된다. Riddle은 아버지의, Marvolo는 할아버지의 이름이다. 자신이 세상에서 가장 위대한 마법사가 되었을 때 전 세계의 마법사들이 감히 입에 담기도 두려워할 수 있도록 만든 이름이 바로 볼드모트이다. Voldemort는 프랑스어이며, 프랑스 식으로 발음하면 볼드모르이다. Vol은 (새 따위의)날기, 비상, 비행, 비행편, (새·곤충 따위의)나는 거리, 도둑질, 절도, 훔친 물건, 절도품, 사취, 폭리라는 뜻이고 de는 ~의, Mort는 죽음, 사망, 영면(永眠), 죽음의 신, 살인, 살해, 사형, 죽은, 사망한, 마른, 생기 없는, 죽은 것 같은, 무관심한, 냉담한, 시체, 시신, 죽은 사람, 고인이라는 뜻이다. 해석에 따라 수많은 뜻이 있는데, 대표적인 뜻으로는 죽음의 신의 비상이 있다. 죽음을 가장 두려워하여 해리 포터의 작가인 조앤 롤링(Joan Katherine Rowling)은 볼드모트의 보가트가 볼드모트 자신의 시체일 것이라고 했다. 호크룩스를 7개나 만들었다. 잔인한 마법 범죄 집단 '죽음을 먹는 자들'의 수장이다. 머리가 좋고 마법 실력이 초고수급이지만 유일하게 패트로누스 마법을 하지 못했다(자신의 실력을 인정해주는 사람들이 없어서 행복한 기억이 없는 걸로 추정된다). 살라자르 슬리데린(Salazar Slytherin)의 직계 후손이어서 뱀의 말인 '파셀통그(Parseltongue)'를 할 줄 알고 설득에 능숙하며 젊었을 때는 아주 잘생겼었다. 그러나 감언이설로 상대를 홀리고, 매우 잔인무도하고 탐욕스러워 세상을 정복하려 했다. 죽음을 두려워해 수없이 살인을 하여 7개의 호크룩스를 만들어 하나하나를 모두 봉인해 놓았다. 시빌 트릴로니가 "7월 마지막 날 태어나고 부모가 볼드모트와 3번 싸운 사람이 어둠의 마왕을 물리칠 것이다. 한 쪽이 살아있는 한 다른 한 쪽은 살지 못하리라."라고 예언한 것을 당시 부하였던 죽음을 먹는 자 세베루스 스네이프(Severus Sanape)로부터 알게 되고, 볼드모트는 그 소년을 해리 포터(Harry Potter)나 네빌 롱보텀(Neville Longbottom) 둘 중 하나일 것이라 생각하여 자신은 해리 포터의 집으로 가고 자신의 부하인 벨라트릭스 레스트레인지(Bellatrix Lestrange)을 네빌 롱바텀의 집으로 보낸다. 볼드모트는 저항하는 해리 포터의 부모(제임스 포터(James Potter), 릴리 에번스(Lily Evans))를 죽이고 해리 포터(Harry Potter)도 죽이려 했으나 해리 포터의 어머니가 죽기 직전 쳐 놓은 보호막에 살인 저주가 볼드모트에게 반사되어, 볼드모트는 육신이 소멸되어 몰락해 유령(귀신)이 되고 말았다. 이때 볼드모트 영혼의 일부분이 그 방에서 유일하게 살아있는 존재인 해리 포터에게 붙게 되고, 해리 포터는 볼드모트 자신도 모르는 볼드모트의 호크룩스가 되었다. 볼드모트는 모든 능력을 잃고 몰락했으나 호크룩스들 덕에 겨우 목숨을 건져 도망갔다. 몰락 후 여러 동물들의 몸을 거치다가 퀴리누스 퀴럴(Quirinius Quirrell)에게 기생하며 그로 하여금 자신을 위해 유니콘의 피를 마시게 했고 마법사의 돌을 훔치게 하려 했다. 해리 포터가 1992년에 퀴리누스 퀴럴을 없앰으로써 또다시 다른 동물에 기생했다. 1994년에 부활에 성공했다. 알버스 덤블도어를 두려워했으며 스스로를 어둠의 마왕(Dark Lord)으로 불렀다. 1998년에 호그와트에서 자신을 거부하는 딱총나무 지팡이에 의해 되쏘아진 자신의 주문과 해리 포터의 무장 해제 마법을 맞고 71세를 일기로 죽었다. 영혼이 모두 파괴되어 죽은 후에도 유령이 되지 못했다.

### 세베루스 스네이프(Severus Snape)
마법사 어머니와 머글 아버지 사이에서 태어난 혼혈이다. 어린 시절을 부모가 자주 싸우는 불우한 가정에서 보냈다. 누르스름한 피부의 마른 체구에다 매부리코에 기름진 검은 머리가 어깨까지 내려오는 단발이다. 불사조 기사단원이다. 호그와트에 입학하기 전부터 해리 포터(Harry Potter)의 엄마인 릴리 에번스(Lily Evans)를 알고 있었고 그때부터 릴리 포터를 사랑했다. 슬리데린 기숙사였으나 그리핀도르 기숙사의 제임스 포터(James Potter)에게 곧잘 괴롭힘을 당했었고 왕따였다. 릴리 포터가 그리핀도르 기숙사에 배정되면서 사이가 멀어졌는데, 어느 날 자신을 괴롭히는 제임스 포터에게 화가 나 옆에 있던 릴리 포터에게 머드블러드(mudblood, 천한 피)라고 말해 사이가 완전히 멀어지게 되었다. 릴리 포터는 자신에게 머드블러드(mudblood, 천한 피)라고 한 말을 굉장히 싫어한다. 어둠의 마법에 계속 관심을 갖다가 졸업 후에 볼드모트(Voldemort)의 밑으로 들어가 죽음을 먹는 자가 되었다. 호그와트의 점술 과목 교수인 시빌 트릴로니(Sybill Trelawney)가 '7월의 마지막 날 태어나고 부모가 볼드모트와 3번 싸운 사람이 어둠의 마왕을 물리칠 것이다. 한 쪽이 살아있는 한 다른 한 쪽은 살지 못하리라'라고 예언한 것을 볼드모트에게 알려주면서 릴리 에번스를 죽이지 말아달라고 부탁했지만 볼드모트가 릴리 에번스를 죽이자 이후 완전히 알버스 덤블도어에게 충성을 하며 해리 포터가 릴리 포터의 아들이라는 이유로 해리 포터를 계속 지켜줬다. 슬리데린 기숙사의 사감선생이며 마법의 약 교수였다가 1996년부터 1997년까지 어둠의 마법 방어술 교수가 됐었고 1997년부터 1998년까지 호그와트의 교장이 됐었다. 1991년에는 당시 어둠의 마법 방어술 교수였던 퀴리누스 퀴럴(Quirinius Quirrell)을 덤블도어의 명령으로 계속 지켜보았다. 볼드모트의 영혼 조각이 붙어 가끔씩 정신이 연결되는 해리 포터가 볼드모트로부터 정신적인 공격을 받지 못하게 1995년부터 1996년까지 오클러먼시 마법을 연습하게 했다. 1996년에는 학생들에게 무언 마법을 가르쳤다. 알버스 덤블도어의 명령으로 1997년에 그를 천문탑에서 죽이고 호그와트의 교장자리에 올라 배신자로 몰렸었다. 죽음의 성물 중 하나인 딱총나무 지팡이의 주인으로 오해를 받아 지팡이를 자기 것으로 만들려고 한 볼드모트의 명령으로 내기니에게 물려 죽었다. 패트로누스는 암사슴이다.(릴리 에번스와 같다.) 죽음을 먹는 자들 중 유일한 패트로누스 마법 사용자이다.

### 드레이코 말포이(Draco Malfoy)
이름 Draco는 라틴어로 용이라는 뜻이며 용자리를 말한다. 가문 대대로 순수혈통이다. 아스토리아 그린그래스(Astoria Greengrass)의 남편이자 루시우스 말포이(Lucius Malfoy)와 나르시사 말포이(Narcissa Malfoy)의 아들이다. 해리 포터(Harry Potter)와 앙숙 관계이다. 빈센트 크래브(Vincent Crabbe)와 그레고리 고일(Gregory Goyle)과 함께 다닌다. 아버지의 영향으로 순수 혈통을 최고라고 여기며 머글, 머글 태생, 스큅을 최하급계층으로 본다. 1991년에 슬리데린 기숙사로 배정받으며 호그와트에 입학했다. 2학년 때부터 퀴디치 팀의 수색꾼이었고, 4학년 때 1994년부터 1995년에 호그와트에서 열린 트리위저드 시합의 크리스마스 무도회에서 같은 기숙사 학생인 팬지 파킨슨(Pancy Parkinson)과 파트너였다. 5학년 때부터 팬지 파킨슨과 함께 슬리데린의 반장으로 임명되었다. 6학년 때 아버지의 뒤를 이어 죽음을 먹는 자가 되었고, 볼드모트의 명령으로 덤블도어 교장을 죽이려고 했다. 볼드모트가 죽은 후 아즈카반에 가지 않고 살아남았다. 같은 기숙사 학생인 아스토리아 그린그래스(Astoria Greengrass)와 결혼하여 아들 스코피어스 하이페리온 말포이(Scorpius Hyperion Malfoy)의 아버지가 됐다.

### 그레고리 고일(Gregory Goyle)
아버지도 죽음을 먹는 자로, 힘이 세고 덩치가 크지만 상당히 멍청하다. 먹는 것을 좋아한다. 7편에는 해리 일행에 의해 구출되었다. 구출 후 고향으로 돌아갔다. 1991년에 호그와트에 입학했다.

### 밀리센트 벌스트로드(Millicent Bulstrode)
아주 심술궂게 생겼으며 몸집이 크고 어깨가 떨 벌어지고 턱이 툭 튀어나왔다. 고양이를 기른다. 1991년에 호그와트에 입학했다. 2학년 때 결투 클럽에서 헤르미온느 그레인저(Hermione Granger)를 마법이 아닌 힘으로 제압했다.

### 빈센트 크래브(Vincent Crabbe)
아버지가 죽음을 먹는 자로, 힘이 세고 덩치가 크며 상당히 멍청하다. 먹을 것을 좋아하고 평범한 주문보다는 악독한 저주를 더 좋아한다. 1991년에 호그와트에 입학했다. 7학년 때 호그와트 전투에서 헤르미온느에게 아바다 케다브라 마법을 사용했다. 그리고 론 위즐리, 해리 포터, 헤르미온느 그레인저를 공격하기 위해 악마의 화염 주문을 사용했는데, 이 화염이 볼드모트의 호크룩스인 래번클로의 보관을 파괴시켰고 자신은 의자에서 떨어져 악마의 화염에 타 죽었다.

### 블레이즈 자비니(Blaise Zabini)
1991년에 호그와트에 입학했다. 6학년 때 마법약 교수인 호레이스 슬러그혼의 파티에 초대받았다.

### 테오도르 노트(Theodore Nott)
1991년에 호그와트에 입학했다. 아버지가 죽음을 먹는 자이며 드레이코 말포이의 친구이다.

### 팬지 파킨슨(Pansy Parkinson)
헤르미온느 그레인저를 싫어한다. 헤르미온느 그레인저는 그녀를 "머리가 깨진 트롤보다도 더 멍청한 애"라고 묘사했었다. 1991년에 호그와트에 입학했다. 4학년 때 1994년 9월부터 1995년 6월까지 호그와트에서 열린 트리위저드 시합(The Triwizard Tournament-한국에선 트리위저드라고 소개됐지만 표준 발음은 트라이위저드이다.)의 크리스마스 무도회에서 드레이코 말포이와 파트너였다. 1998년에 슬리데린 기숙사 중에서 앞장서서 해리 포터를 볼드모트에게 넘기자고 하였다. 하지만 그 말을 들은 맥고나걸 교수가 슬리데린 학생들을 지하에 가두라고 말했다.(영화판에서 이쁜애가 나오다 불평 받아서 못생인 애로 교체되었다)

## 후플푸프
상징 동물은 오소리이고 상징색은 노란색과 검은색이다. 기숙사를 배정해주는 마법의 모자는 '그곳 사람들은 정의롭고 성실하죠, 참을성 있는 후플푸프 사람들은 진실하며 노고를 마다하지 않아요.'라고 후플푸프 기숙사를 설명한다. 한국에선 후플푸프라고 소개됐지만 표준 발음은 허플퍼프이다. 기숙사의 사감은 포모나 스프라우트 교수이다.

### 세드릭 디고리(Cedric Diggory)
한국에선 케드릭이라고 소개됐지만 표준 발음은 세드릭이다. 잘생긴 것으로 묘사된다. 1988년에 호그와트에 입학했다. 후플푸프 기숙사의 반장이며 퀴디치 팀 수색꾼으로도 활약했다. 6학년 때 그리핀도르 기숙사와의 퀴디치 시합에서, 디멘터를 보고 기절한 3학년 수색꾼 해리 포터보다 먼저 스니치를 잡았다. 7학년 때 래번클로 기숙사의 학생인 초 챙과 사귀었고, 트리위저드 시합에 나갔다. 해리 포터(Harry Potter)와 동시에 우승컵을 잡았으나 우승컵은 포트키였고, 부활의 의식 장소인 볼드모트(Voldemort) 부모님의 무덤으로 날아갔다가 피터 페티그루에게 살인 저주인 아바다 케다브라에 의해서 살해당했다.

### 수전 본즈(Susan Bones)
1991년에 호그와트에 입학했다. 에드가 본즈(Edgar Bones)와 아멜리아 본즈(Amelia Bones)의 조카이다. 덤블도어의 군대의 일원이었다. 1998년 호그와트 전투에 참가하였다. 5학년 때 덤블도어의 군대의 일원이 됐다.

### 어니스트 맥밀런(Earnest Macmillan)
저스틴 핀치 플레츨리의 절친한 친구이다. 1991년에 호그와트에 입학했다. 덤블도어의 군대의 일원이었다. 2학년 때 해리 포터(Harry Potter)가 바실리스크(Basilisk)를 부추겨 머글 태생들을 공격한다고 생각했으나 해리 포터의 친구인 헤르미온느 그레인저도 바실리스크에게 당하면서 오해를 풀었다. 5학년 때 반장이 됐고 덤블도어의 군대의 일원이 됐다.

### 자커라이어스 스미스(Zacharius Smith)
1991년에 호그와트에 입학했다. 후플푸프 기숙사 퀴디치 팀 선수였다. 덤블도어 군대의 일원이었다. 키가 크고 빼빼 말랐으며 들창코에 금발이다. 항상 해리 포터를 얕잡아보기 일쑤이다. 그래서 덤블도어의 군대 회원 중에서는 항상 미움을 받는다. 1998년 호그와트 전투에서 덤블도어의 군대의 일원 중에서 유일하게 도망친다.

### 저스틴 핀치 플레츨리(Justin Finch-Fletchley)
머글 태생이다. 1991년에 호그와트에 입학했다. 원래 일반 학교에 입학하려 했다. 덤블도어의 군대의 일원이다. 2학년 때의 결투 클럽에서 해리 포터(Harry Potter)를 공격하기 위해 드레이코 말포이(Draco Malfoy)가 만든 뱀이 저스틴 핀치 플레츨리를 공격하려 하자 해리 포터가 뱀의 언어인 파셀통그로 막았는데, 이 바람에 해리 포터가 후계자로 몰렸다. 5학년 때 덤블도어의 군대의 일원이 됐다.

### 해너 애벗(Hannah Abbott)
금발머리에 얼굴색이 분홍빛이다. 네빌 롱보텀(Neville Longbottom)의 아내이다. 어니 맥밀란의 친구이며 고드릭 골짜기에 해너 애벗의 조상의 무덤이 있다. 1991년에 호그와트에 입학했다. 2학년 때 해리 포터(Harry Potter)가 바실리스크를 부추겨 머글 태생들을 공격한다는 어니 맥밀런의 말을 믿지 않았다. 5학년 때 반장이 됐다. 6학년 학기 초에 어머니의 시신이 발견되자 학교를 떠났다. 표준 발음은 해너 애벗으로 구판에서 한나 아보트로 나왔지만 20주년 개정판에서 해너 애벗으로 수정되었다.

## 교직원

### 알버스 퍼시벌 울프릭 브라이언 덤블도어(Albus Percival Wulfric Brian Dumbledore)
이름인 Dumbledore는 땅벌이라는 뜻이다. 150살까지 살았으며, 어머니인 켄드라 덤블도어(Kendra Dumbledore)가 머글 태생인 혼혈이다. 퍼시벌 덤블도어(Percival Dumbledore)와 켄드라 덤블도어의 아들이자 애버포스 덤블도어의 형이고 아리아나 덤블도어(Ariana)의 오빠이다. 옛날에 어둠의 마법사 겔러트 그린델왈드(Gallert Grindelwald)와 절친이었다. 엄청난 공을 수없이 많이 세웠다. 최소 4번 이상 마법부 장관직을 제안받았으나 거절했다. 멀린 1등급 훈장에 국제 마법사 연합회 회장이며 마법사 세계의 대법원인 위즌가모트의 의장이기도 했지만, 마법부에 볼드모트가 돌아왔다고 말하자 빼앗겼다. 디덜러스 디글(Dedalus Diggle), 엘피이어스 도지(Elphias Doge)와 함께 불사조 기사단을 창립했다. 키가 크고 말랐으며, 허리띠를 덮을 만큼 머리카락과 수염이 길었다. 젊었을 때는 머리카락과 수염이 적갈색이었으나 늙어가면서 은색으로 변했다. 눈동자는 하늘빛 파란 색이며 안경은 반달 모양이다. 코는 길게 구부러졌다. 실내악과 텐핀 볼링을 즐겼다. 괴짜였던 남동생 애버포스 덤블도어나 마법을 제어할 수 없어 집 안에만 갇혀지낸 여동생 아리아나 덤블도어와 달리, 알버스 덤블도어는 매우 총명하고 똑똑했으며 영예를 얻고 싶어하는 야망이 가득한 소년이었다. 호그와트에 입학하자마자 모두의 주목을 받았고 학생 시절 온갖 상을 휩쓸었다. 학창시절 친구였던 엘피이어스 도지(Elphias Doge)와 여행을 가려다 어머니가 죽자 포기했다. 1945년에 재회한 겔러트 그린델왈드와 알버스 덤블도어는 전설적인 결투를 벌였고 결투에서 승리한 덤블도어는 그가 가지고 있던, 죽음의 성물 중 하나인 최강의 지팡이, 딱총나무 지팡이의 새로운 주인이 되어 죽을 때까지 사용했다. 갤러트 그린델왈드는 나중에 죽을 때까지 자신이 만든 감옥 누멘가드에 갇히게 되었다. 1997년까지 호그와트 마법학교의 교장이었다. 볼드모트의 호크룩스인 마볼로 곤트의 반지를 처치하다 저주에 걸려 곧 죽게 됨을 알았고, 마법약 교수 세베루스 스네이프에게 자신을 죽이라고 명령했다. 1997년에 세베루스 스네이프에 의해 죽었고 해리 포터, 론 위즐리, 헤르미온느 그레인저에게 각각 스니치, 딜루미네이터, 음유시인 비들 이야기를 유품으로 남기고 해리 포터에게 볼드모트의 호크룩스 파괴 임무를 맡겼다. 해리 포터가 언젠간 죽어야 할 존재라고 생각하여 적당한 시기에 죽게 하기 위해 지켜줬었다. 지팡이는 딱총나무로 만들어졌다. 보가트를 보면 여동생의 죽었을 당시의 모습이 나오며 반려동물은 불사조 폭스이다. 패트로누스 역시 불사조이다. 저주가 걸려있는 곤트 가의 반지를 만져 죽을 처지였기 때문에 탑에서 계획한 작전으로 세베루스 스네이프에게 살해 저주(아바다 케다브라)를 가슴에 맞고 떨어져 사망했다.

### 덜로리스 제인 엄브리지(Dolores Jane Umbridge)
한국에선 돌로레스라고 소개됐지만 표준 발음은 들러리스이다. 마법부의 차관이며 슬리데린 출신이다. 창백한 두꺼비를 닮았으며 턱은 각졌다. 땅딸막하며 머리는 갈색 쥐의 털같이 뽀글거리며 짧다. 눈은 툭 튀어나오고 축 처졌다. 목소리는 어울리지 않게 소녀같다. 다른 사람의 말을 가로막을 때 '흠흠' 하는 소리를 낸다. 역겨울 만큼 지나치게 가식적으로 상냥하게 사람들을 대하며 심지어 벌을 줄 때에도 부드럽게 웃으며 말한다. 사람들을 얕보고 무시하는 버릇이 있으며 잔인하다. 순수 혈통을 최고로 여기며 머글과 머글 태생을 최하계급으로 본다. 해리 포터(Harry Potter), 헤르미온느 그레인저(Hermione Granger)를 싫어하며 그 중에서도 머글 태생인 헤르미온느 그레인저를 특히 싫어한다. 법을 어기기 일쑤지만 마법부의 권력을 위해 일하기 때문에 잡히지 않는다. 1995년에 볼드모트(Voldemort)가 부활했다는 소문이 돌자, 학생들의 동요를 막고 호그와트를 감시하고자 하는 마법부로부터 파견되어 어둠의 마법 방어술 교수로 취임하면서 중간에 호그와트의 장학사가 되어 교수들의 수업에 참관하고 학생들에게 수업과 교수에 대해 물어보며 평가를 내렸다. 이 과정에서 자신에게 좋지 않은 예언을 한 점술 교수 시빌 트릴로니를 내쫓으려 했다가 교장 알버스 덤블도어에게 제지되었다. 이후 아즈카반으로 잡혀가지 않기 위해 사라진 알버스 덤블도어 대신 잠시 교장이 되었다. 당시 5학년이던 해리 포터(Harry Potter)가 부활한 볼드모트의 존재를 주장하자 자신의 피가 잉크가 되어 자신이 쓴 글(덜로리스 엄브릿지는 '다시는 거짓말을 하지 않겠습니다(I must not tell lies)'라고 쓰게 했다.)이 손등에 새겨지는 벌을 주었다. 진실을 말하게 하는 마법의 약 베리타세룸(Veritaserum-한국에선 베리타세룸이라고 소개됐지만 표준 발음은 베리타세럼이다.)을 학생들을 취조하는 데에 썼으며, 감시위원회를 만들어 학생들을 감시하였다. 이후 머글 태생 위원회 위원장을 겸임하다가 볼트모트가 정권을 잡자 자신이 순수 혈통임을 증명하기 위해 물건 파는 것을 허가받지 못한 먼덩거스 플레처(Mundungus Fletcher)에게서 볼드모트의 호크룩스인 슬리데린의 로켓을 협박하여 뺏는다. 1997년에 볼드모트에 의해 죽은 앨러스터 무디의 눈으로 마법부 직원들을 감시하였다. 패트로누스는 고양이이다. 후에 아즈카반 종신형 선고를 받는다. 정작 본인의 어머니는 머글, 남동생은 스큅이다.

### 루베우스 해그리드(Rubeus Hagrid)
한국에선 루베우스라고 소개됐지만 표준 발음을 루비어스이다. 거인 혼혈이다. 거인 그롭(Grob)의 이복 형이다. 키는 보통 사람의 거의 두 배이고 몸집은 적어도 다섯 배는 된다. 아주 거칠어 보이고 숱이 많은, 검은색의 뒤엉킨 긴 머리카락과 수염이 얼굴 대부분을 가리고, 손은 쓰레기통 뚜껑만 하며 발은 아기 돌고래 만하다. 양팔에 근육이 불거져 나왔다. 호그와트의 사냥터지기이자 신비한 동물 돌보기의 교수이며, 괴물이나 신비한 동물들을 굉장히 좋아한다. 고양이 알레르기가 있다. 잉글랜드 서부 지방 사투리를 쓴다. 항상 해리 포터(Harry Potter)를 생각하며 아낀다. 호그와트 마법 학교의 교장인 알버스 덤블도어가 자신을 믿고 중대한 임무를 맡긴다는 것에 대해 굉장히 자부심을 느낀다.
호그와트 학생 시절에 2주에 한번 꼴로 늑대인간의 새끼를 침대 밑에서 기르려고 하거나 금지된 숲으로 몰래 들어가 트롤과 맞서 싸우는 등의 말썽을 일으켰으며, 실수투성이이고 거인 혼혈이어서 몸집이 컸다. 나중에 볼드모트(Voldemort)가 되는 톰 리들(Tom Riddle)이 루베우스 해그리드가 키우던 애크로맨투라인 아라고그를 비밀의 방에 사는 괴물이라고 누명을 씌워 3학년 때 쫓겨나며 교수들에 의해 지팡이가 부러뜨려졌고 이것을 자신이 들고 다니는 분홍 우산의 일부에 넣었다. 당시 변신술 교수였던 알버스 덤블도어(Albus Dumbledore)가 호그와트의 사냥터지기로 남게 해주어서 알버스 덤블도어에게 굉장히 감사해하며 충성을 한다. 해리 포터(Harry Potter)가 1살 때 시리우스 블랙(Sirius Black)의 오토바이를 빌려 해리 포터의 이모인 피튜니아 더즐리의 집에 데려다 줬고 11살 때 호그와트에 입학하는 것을 도와줬으며 부모님에 대한 얘기를 해주었다. 어렸을 때부터 항상 용을 기르고 싶어했는데 이것 때문에 1992년 호그스 해드라는 술집에서 볼드모트가 기생하고 있던 변장한 퀴리누스 퀴럴(Quirinius Quirrell)이 자신에게 용의 알이 있으며, 원한다면 알을 걸고 카드를 칠 수도 있지만 과연 루베우스 해그리드가 용을 길들일 수 있는지 확실하지 않다고 하자 루베우스 해그리드가 플러피도 돌봤는데 용은 쉬울 것이라면서 플러피에게 음악을 조금만 연주하면 곧바로 잠들어 버린다고 말해주며 마법사의 돌에 대한 정보를 흘리게 되었다. 해리 포터, 론 위즐리(Ron Weasley), 헤르미온느 그레인저(Hermione Granger)에게 실수로 마법사의 돌에 대한 많은 얘기를 흘렸었다. 1992년에 녹턴 앨리에서 길을 잃은 해리 포터를 도와주었다. 이후 비밀의 방에 관련된 일련의 사건의 범인으로 또 다시 지목되어 아즈카반에 수감되었지만, 론, 해리, 헤르미온느가 해그리드가 범인이 아니라는 것을 밝히자 석방되었다. 알버스 덤블도어의 명령으로 거인들을 끌어들이기 위해 1995년부터 1996년까지 신비한 동물 돌보기 교수직을 맡지 못하였다. 1997년에 죽음을 먹는 자들로 인해 집이 불탔던 적이 있다. 이후 해리 포터를 프리벳 가에서 안전하게 이동시키는 데에 합류하였다. 1998년 호그와트 전투에서 볼드모트가 해리 포터를 끌어들이기 위한 인질로 납치되었다.

### 미네르바 맥고나걸(Minerva McGonagall)
호그와트의 교수로 그리핀도르의 사감 선생이다. 변신술 교수이며 교감이었다가 세베루스 스네이프가 죽은 후 호그와트의 교장이 됐다. 불사조 기사단원이다. 깐깐하고 엄격하다. 애니마구스는 고양이이고 패트로누스도 고양이이다. 1995년에 엄브릿지 무리 4명에게 기절 마법을 맞고 세인트 멍고 병원에 입원한다. 이후에 호그와트 전투에 참여하여 마법의 보호막을 만들지만 볼드모트에 의해 파괴된다.

### 커스버트 빈스(Cuthbert Binns)
호그와트의 유일한 유령 교수로, 마법의 역사 교수이다. 듣는 사람을 졸리게 만드는 지루한 강의 때문에 인기가 없다. 역사 수업이 유일하게 흥미진진할 때는 빈스 교수가 벽이나 칠판을 통과해 나타날 때뿐이다. 나이가 많아 얼굴이 쭈글쭈글하긴 하지만, 많은 사람들은 그가 죽었다는 걸 전혀 눈치채지 못했다. 빈스는 교무실 난로 앞에서 안락의자에 앉은 채로 죽음을 맞았었는데, 그 다음날 아침에 시신은 그대로 남겨둔 채 수업하러 올라갔었다. 1992년에 그리핀도르 학생들에게 비밀의 방과 살라자르 슬리데린에 관한 얘기를 해줬다.

### 시빌 패트리샤 트릴로니(Sybill Patricia Trelawney)
점술 교수이다. 예언자 카산드라 트릴로니의 증손녀이다. 해리 포터에게 항상 죽음을 예언한다. 켄타우로스 피렌체를 경멸한다. 1995년에 당시 어둠의 마법 방어술 교수였던 덜로리스 엄브리지에게 좋지 않은 예언을 해서 호그와트에서 쫓겨날 뻔 했지만 알버스 덤블도어가 제지하였다. 해리 포터가 엄브리지에게 맞서 싸우는 모습을 본 이후 해리 포터에 대한 태도가 달라지게 된다. 가장 제대로 된 첫 번째 예언은 해리 포터와 볼드모트에 대한 예언으로 덤블도어 교수와 스네이프 교수가 호그스 헤드에서 들었다. 그 외에도 피터 페티그루에 의한 볼드모트의 부활, 13명 중 가장 첫 번째로 일어난 사람이 죽는다고 한 것이 적중한 것 등이 있다.

### 세베루스 스네이프(Severus Snape)
마법약 교수이다. 슬리데린 기숙사의 사감이다. 아일린 프린스와 토비아스 스네이프의 아들이다. 옆집에 살던 릴리 에번스가 머글 태생의 마녀임을 알아차리고 호그와트에 대해 알려주었다. 릴리 에번스와 친구로 지내다가 5학년 때 그녀를 머드블러드(mudblood, 천한 피) 라고 부름으로서 사이가 안 좋아졌지만 그녀를 계속해서 좋아해 왔다. 호그와트에 재학 중일 당시 제임스 포터, 시리우스 블랙, 리머스 루핀에게 괴롭힘을 당하여 그들을 증오했고, 제임스의 아들인 해리 포터와도 사이가 좋지 않았다. 그러나 덤블도어의 명령에 따라 해리 포터를 지켜왔으며 죽음을 먹는 자로써 스파이 역할을 해왔고, 덤블도어에게 걸린 저주를 막고 그의 명령에 따라 그를 죽였다. 해리 포터에게 패트로누스를 보내 그리핀도르의 칼을 보내줌으로서 호크룩스를 파괴하는 일을 도왔다. 볼드모트가 딱총나무 지팡이를 완전히 지배하기 위해 자신을 죽이자 자신의 기억을 해리 포터에게 전하여 그가 할 일을 알려준다. 1997년에 호그와트의 교장이 된다. 1998년 볼드모트가 딱총나무 지팡이를 완벽히 지배하지 못하는 이유가 이전 주인인 덤블도어를 스네이프가 죽였기 때문이라고 생각해 내기니를 이용하여 죽였다. 패트로누스는 릴리 포터 것과 같은 암사슴이다.

### 아거스 필치(Argus Filch)
구판에서는 아구스라고 소개됐지만 표준 발음은 아거스이며 엄중한 감시인이라는 뜻이 있다. 학교 관리인으로, 잠을 자지 않고 돌아다니는 학생들을 감시하고 장난치는 학생들에게 벌을 주는 것을 취미로 삼는 스큅이다. 자신의 고양이이자 모든 학생들이 발로 차버리길 소망하는 노리스 부인(Mrs. Norris)과 함께 학생들을 감시한다. 소리의 요정 피브스를 잡지 못해서 안달이다. 학생들 사이에는 어마 핀스(Irma Pinns)와 연인 사이라는 소문이 있다. 1992년에 해리 포터(Harry Potter)가 아거스 필치의 사무실을 "창문이 하나도 없고 낮은 천장에 기름 등불로만 밝혀져 있어서 실내가 어두컴컴하다. 희미한 생선 튀김 냄새가 나고, 벽에는 나무 서랍장들이 있는데, 서랍장에 붙어 있는 꼬리표에는 자신이 벌을 주었던 모든 학생들의 상세한 기록이 써져 있는데, 서랍마다 프레드 위즐리와 조지 위즐리의 이름이 붙어 있다" 라고 묘사한 바 있다. 비밀의 방이 열린 후 물에 비친 바실리스크의 눈을 보고 몸이 굳은 노리스 부인의 몸을 굳게 한 사람이 해리 포터라고 생각했다. 1996년에 덜로리스 엄브리지가  잠시 교장이 되자 다른 교직원들과는 달리 그녀에게 헌신하는 모습을 보였다.

### 어마 핀스(Irma Pinns)
한국에선 아르마라고 소개됐지만 표준 발음은 어마이다.
학교 도서관 사서로 매우 엄격하고 날카로운 마녀다. 규칙을 위반한 학생은 가차없이 도서실에서 쫓아낸다. 학생들 사이에선 아구스 필치와 연인 사이라는 소문이 있다. 도서관 책에 각종 주문을 걸어 놓아 규칙을 위반한 학생에게 해를 가하도록 하였다.

### 아르만도 디펫(Armando Dippet)
알버스 덤블도어 전에 호그와트 교장이었다. 당시 재학생이던 톰 리들의 말만 믿고 루베우스 해그리드를 학교에서 내쫓았다.

### 아미쿠스 캐로(Amycus Carrow)
1997년부터 1998년까지 어둠의 마법 방어술 교수였다. 죽음을 먹는 자의 일원이며 호그와트 난입 사건 이후 어둠의 마법 방어술 교수로 선임되었다. 저주받은 불, 크루시아투스 저주와 같은 어둠의 마법을 학생들에게 가르침으로써 학생들(그레고리 고일과 빈센트 크래브를 제외하고)의 반발을 샀다. 차후에 잔재 청산의 일환으로 실시된 조사에서 알렉토 캐로, 오러 도울리쉬 등과 함께 죽음을 먹는 자를 위해 일했다는 죄목으로 사법처리되었다.

### 알렉토 캐로(Alecto Carrow)
아미쿠스 캐로 교수의 여동생이며, 죽음을 먹는 자의 일원이다. 교수 채러티 버비지의 뒤를 이어 머글 연구 교수직을 맡았다. 3·4학년 중급반에만 한정된 머글 연구 과목을 전학년으로 확대하여 의무 교양과목으로 수강하도록 했고, 머글들에 대한 비판적인 접근으로 마법사 세계가 순수 혈통으로 돌아갈 것을 주장했다. 차후에 잔재 청산의 일환으로 실시된 조사에 걸려 죽음을 먹는 자를 위해 일했다는 죄목으로 아미쿠스 캐로, 오러 도울리쉬 등과 함께 사법처리되었다.

### 오로라 시니스트라 (Orora Synistra)
천문학 교수다.

### 윌헬미나 그러블리 프랭크 (Willhelmina Grubbly Plank)
1994년과 1995년에 신기한 동물 돌보기 교수인 루베우스 해그리드 대신에 임시로 해당 과목을 가르쳤던 임시직 교사이다.
턱은 툭 튀어나오고 머리는 바싹 잘랐다.
객관적으로 볼 때 루베우스 해그리드보다 훨씬 모범적인 수업을 한다. 알버스 덤블도어를 지지하며 호그와트의 운영 방식에 대해 아주 만족한다.

### 길더로이 록허트(Gilderoy Lockhart)
한국에선 질데로이라고 소개됐지만 표준 발음은 길드로이이다.
머리카락은 금발에 곱슬이고, 눈동자는 물망초 색이다. 라일락 색을 가장 좋아하고 가장 이상적인 생일 선물은 마법사들과 마법사가 아닌 사람들의 조화라고 한다. 비밀 야망은 악의 세계를 없애고 자신의 머리 손질 약을 상품화해서 시장에 내놓는 것이다. 머릿결의 비결은 오캐미의 알이라 한다. 위대한 업적을 이룬 사람들을 찾아가 어떻게 그 업적을 이뤘는지 상세히 기록한 뒤, 그들에게 기억 수정 마법을 걸고 그들이 한 업적을 자신이 한 것인 양 책을 써서 출판했었다. 1992년부터 1993년까지 어둠의 마법 방어술 교수였다. 1993년에 당시 2학년이던 해리 포터와 론 위즐리에게 론 위즐리의 부러진 지팡이로 기억 수정 마법을 걸려다가 마법이 뒤로 나가 모든 기억을 잃었다. 1995년에 세인트 멍고 마법사 병원 5층에서 치료받는 모습이 보였다.

### 채러티 버비지(Charity Burbage)
1991년부터 1997년까지 머글 연구학 교수였다. 머글들을 옹호했다는 죄로 1997년에 볼드모트에게 살해당했고, 시신은 볼드모트의 뱀 내기니가 먹었다. 이후 머글 연구학은 알렉토 캐로우가 가르쳤다.

### 퀴리누스 퀴럴(Quirinus Quirrell)
1991년부터 1992년까지 어둠의 마법 방어술 교수였다. 말더듬이다. 볼드모트를 따르다 1992년에 사망한다.

### 포모나 스프라우트(Pomona Sprout)
이름인 Pomona는 로마 신화의 과실의 여신의 이름이며 성인 Sprout는 싹이 나다, 자라나게 하다라는 뜻이다. 약초학 교수이다. 후플푸프 기숙사의 사감 선생이다. 네빌 롱보텀(Neville Longbottom)에게 교수직을 물려줬다.

### 필리우스 플리트윅(Fillius Flitwick)
한국에선 필리우스라고 소개됐지만 표준 발음은 필리어스이다.
마법 교수이다. 래번클로 기숙사의 사감 선생이다. 고블린 혼혈으로 키가 매우 작다.

### 포피 폼프리 부인(Madam Poppy Pomfrey)
학생들의 치료를 담당한다. 퉁명스러운 모습과 교칙을 엄수하는 까다로운 모습을 보이나 기본적으로는 학생들을 항상 걱정하는 따뜻한 마음씨를 지녔다. 미네르바 맥고나걸과 친하다.

### 호레이스 슬러그혼(Horace Slughorn)
뚱뚱한 체격에 파티를 좋아하고, 앞으로 잘 될 사람들이나 잘 되고 있는 사람들과 친하게 지내는 것을 좋아한다. 약 50년 전에 슬리데린의 사감 선생이었으며 마법약 교수였고 잠시 사임해서 그 자리를 세베루스 스네이프가 맡았다가 1996년부터 다시 마법약 교수가 됐다.

### 로렌다 후치 부인(Madam Rolanda Hooch)
비행 수업 교수이다. 보통 퀴디치 시합의 심판이다. 매처럼 노란 눈을 가졌다.

## 유령

### 커스버트 빈스(Cuthbert Binns)
호그와트의 유일한 유령 교수로, 마법의 역사 교수이다. 듣는 사람을 졸리게 만드는 지루한 강의 때문에 인기가 없다. 역사 수업이 유일하게 흥미진진할 때는 빈스 교수가 벽이나 칠판을 통과해 나타날 때뿐이다. 나이가 많아 얼굴이 쭈글쭈글하긴 하지만, 많은 사람들은 그가 죽었다는 걸 전혀 눈치채지 못했다. 빈스는 교무실 난로 앞에서 안락의자에 앉은 채로 죽음을 맞았었는데, 그 다음날 아침에 시신은 그대로 남겨둔 채 수업하러 올라갔었다. 1992년에 그리핀도르 학생들에게 비밀의 방과 살라자르 슬리데린에 관한 얘기를 해줬다.

### 울보 머틀(Moaning Myrtle)
호그와트의 유령이다. 본명은 머틀 엘리자베스 워런(Myrtle Elizabeth Warren)이다. 굉장히 예민한 성격이며 자신을 놀리는 말을 들으면 마구 악을 쓴다. 죽기 전엔 래번클로 기숙사 출신이였다고 한다. 올리브 혼비(Olive Hornby)가 자신의 안경을 놀려서 화장실로 들어가 문을 잠그고 울고 있었는데, 누군가가 들어오는 소리가 들리더니 남자아이(톰 마블로 리들)가 자신이 알아들을 수 없는 언어(파셀마우스)로 애기하고 있어서 남자 화장실을 사용하라고 말하려고 문을 여는 순간 바실리스크의 눈을 직접 보아 죽었다. 그 후로 유령이 되어 자신이 죽은 여자 화장실에서 계속 산다. 1993년 해리포터가 비밀의 방으로 들어가려 할 때 자신이 죽었을 때의 이야기를 해준다. 이후 1995년에 해리포터가 트리위저드 시합에서 사용하는 황금알의 실마리를 풀려고 반장들의 특별 욕실에 들어왔을 때 재회한다.

### 목이 달랑달랑한 닉(Nearly Headless Nick)
그리핀도르 기숙사의 유령으로 진짜 이름은 니콜라스 드 밈시 포르밍턴(Nicholas de Mimsy-Pormington)이다. 목이 완전히 잘리지 않아 목이 덜렁덜렁거린다. 때문에 목 없는 유령들과 친구가 될 수 없어 서운해한다. 왕실의 마법사였다가 마녀 사냥 때 1492년 10월 31일에 죽었다. 1992년에 사망 500주년 파티를 열었다. 1992년에 바실리스크와 눈을 마주치고 몸이 마비되어 버린 적이 있다.

### 헬레나 래번클로(Helena Ravenclaw)
래번클로 기숙사의 유령이다. 회색 숙녀라고도 불린다. 살아 있었을 때 지혜롭기로 소문난 어머니 로웨나 래번클로(Rowena Ravenclaw)처럼 되고 싶어하여 결국 지혜를 준다는 래번클로의 보관(보석이 박힌 왕관)을 훔쳐 알바니아로 도망갔었다. 죽기 전에 마지막으로 딸을 보고 싶어 한 어머니가 보낸, 자신의 옛 연인 바론에게 살해당했다. 볼드모트에게 래번클로의 보관의 위치를 알려주었고 볼드모트는 이것을 자신의 호크룩스로 만들었는데, 1998년 호그와트 전투 때 필요의 방에서 빈센트 크레이브(Vincent Crabbe)가 만든 악마의 화염에 의해 파괴됐다.

### 뚱뚱한 프라이어(Fat Frior)
후플푸프 기숙사의 유령이다. 뚱뚱하고 쾌활하다. 사실 '뚱뚱한 프라이어'라고 번역된 것은 오역으로, 원래는 뚱뚱한 수도사다. 다른 유령들과는 다르게 피브스에 대해서 옹호적이다.

### 피투성이 남작(Bloody Baron)
슬리데린 기숙사의 유령이다. 유일하게 소리의 요정 피브스(Peeves)를 통제할 수 있다. 항상 침울한 표정을 하고 다닌다. 살아 있었을 때 헬레나 래번클로(Helena Ravenclaw)와 연인이었으나 곧 차였다. 로웨나 래번클로의 명령으로, 로웨나 래번클로의 보관을 훔쳐 알바니아로 도망간 헬레나 래번클로를 찾아 같이 돌아가려 했으나, 헬레나 래번클로가 돌아가기를 거부하여 이성을 잃어 살해했다. 곧 후회하고 헬레나 래번클로를 찌른 칼로 자살했다. 헬레나 레번클로에 대한 사죄의 표시로 쇠사슬을 감고 다닌다. '피투성이 바론'이라는 번역 또한 오역이며, 피투성이 남작으로 수정되었다.